# Atractus mijaresi
Atractus mijaresi är en ormart som beskrevs av Esqueda och La Marca 2005. Atractus mijaresi ingår i släktet Atractus och familjen snokar. Inga underarter finns listade.
Artens utbredningsområde är Venezuela. Arten förekommer i delstaten Mérida. Den hittades i en bergstrakt vid 2400 meter över havet. Antagligen lever denna orm i skogar samt i angränsande jordbruksmark. Atractus mijaresi gräver uppskattningsvis i lövskiktet och i det översta jordlagret.
Inget är känt om populationens storlek och möjliga hot. IUCN listar arten med kunskapsbrist (DD).